# Friedrich Brandt
Christian Friedrich Brandt (1. července 1823, Schleswig – 3. června 1891, Flensburg) byl německý průkopník umělecké fotografie.

## Život a dílo
V roce 1844 dokončil studium knihtisku a pravděpodobně již v průběhu školy přišel do styku s fotografií. V roce 1851 si otevřel vlastní fotografické studio v Schleswigu a následující rok přestěhoval svůj podnik do Flensburgu. Byl jedním z prvních fotografů v regionu Šlesvicko-Holštýnsko.
Pořizoval převážně portréty lidí, ale byl také aktivní v oblasti fotografování architektury a provedl řadu snímků venkovních scén městské veduty. Zvláště důležité z historického hlediska jsou snímky, které jako jeden z pouhých čtyř fotografů pořídil během dánsko-německé války krátce po boji. Po snímcích z Krymské války jsou tyto fotografie jedněmi z prvních válečných fotografií v Evropě.
Christian Friedrich Brandt zemřel ve Flensburg 3. června 1891 ve svých 67 letech.

## Galerie

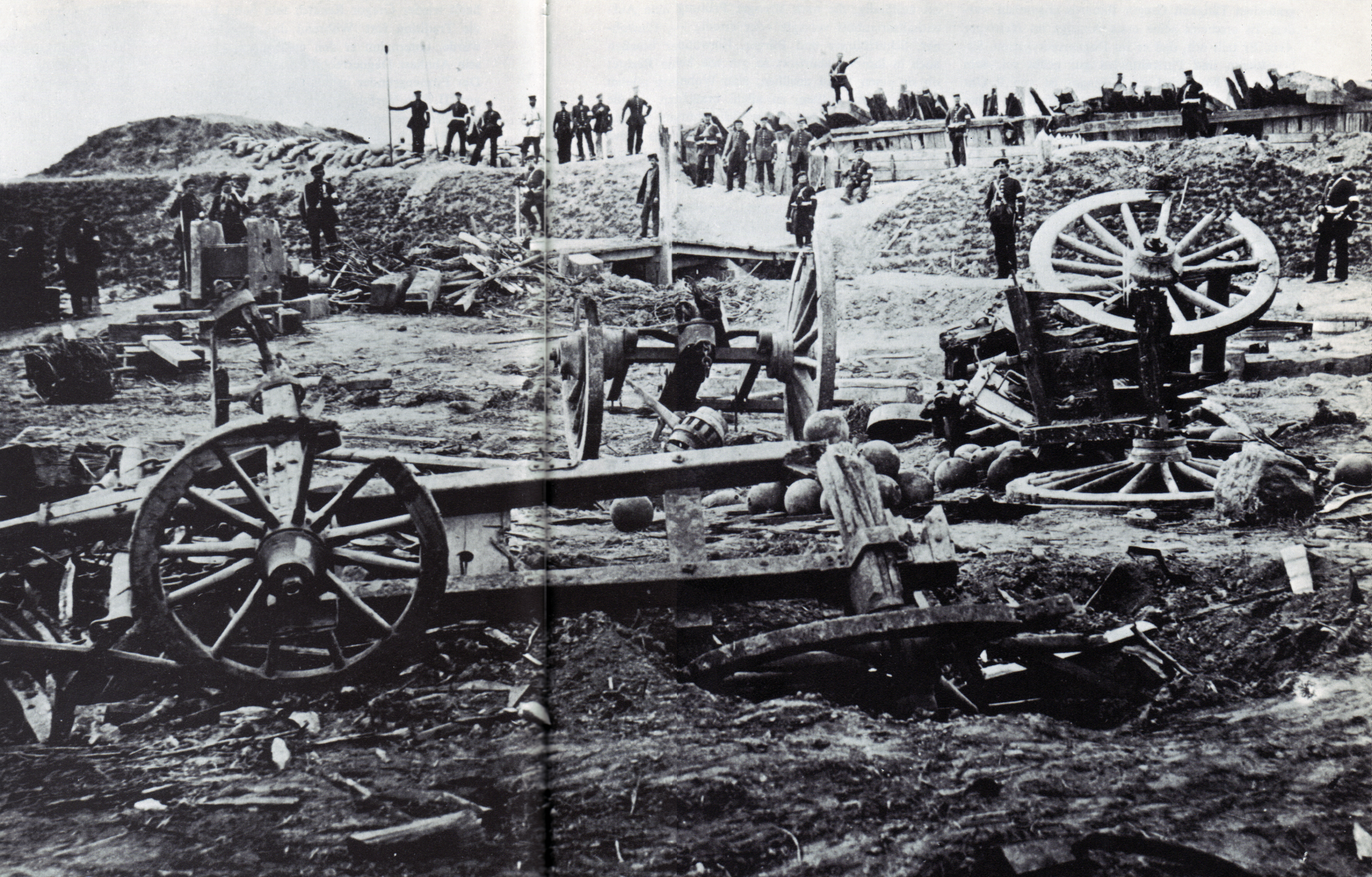
Bitva Düppeler Schanzen, fotografováno den po skončení bitvy, Düppel-Album, 1864
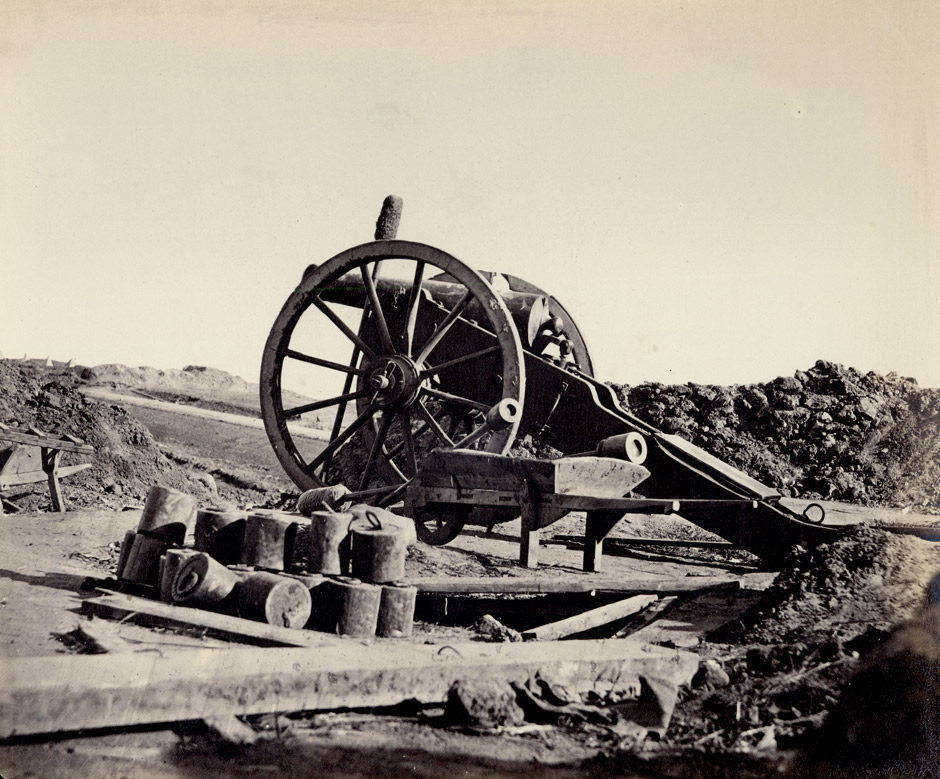
Düppel-Album, 1864
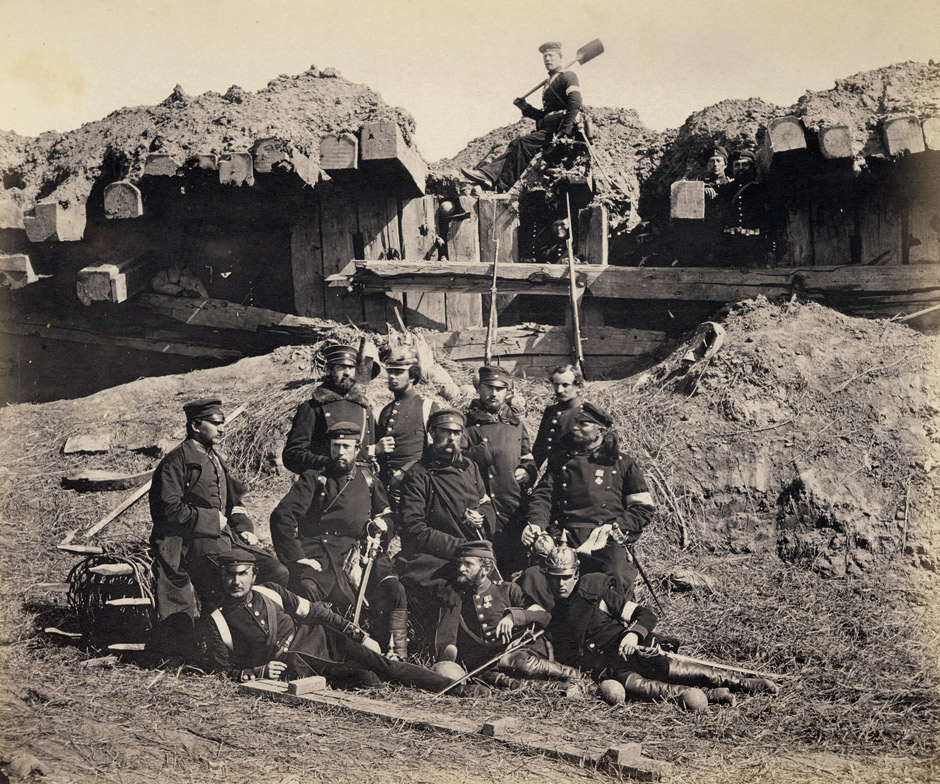
Düppel-Album, 1864
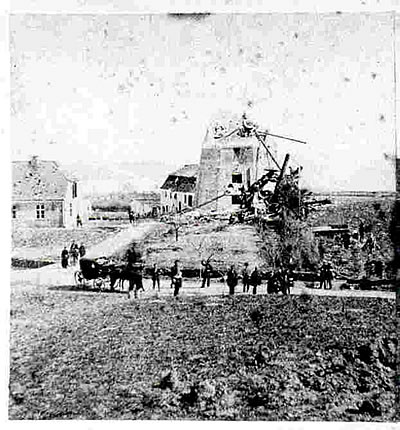
Zničený mlýn Düppel, Düppel-Album, 1864
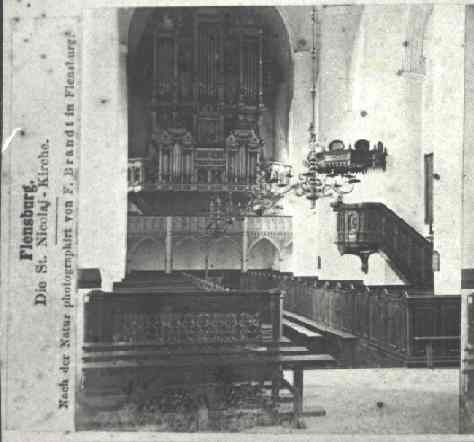
Interiér evangelického kostela sv. Mikuláše ve Flensburgu
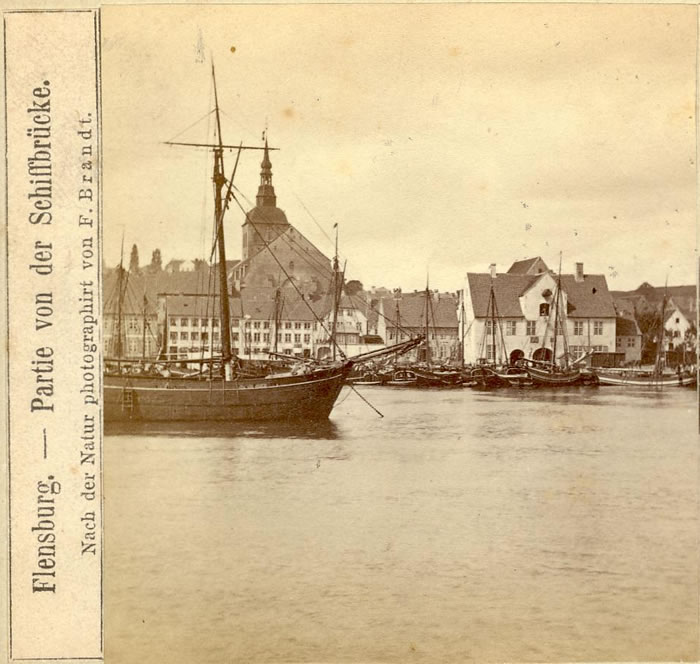
Flensburský lodní můstek